# 1949년 주택법

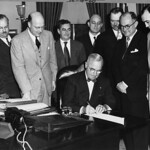
해리 S. 트루먼이 1949년 주택법에 서명하는 모습

미국의 1949년 주택법(Pub.L. 81–171)은 모기지 보험 및 발행과 공공 주택 건설에서 연방 정부의 역할을 획기적으로 확대하는 법안이었다. 이는 대통령 해리 트루먼의 국내 입법 프로그램인 페어딜 정책의 일부였다.

## 배경
루스벨트 행정부 동안 연방 주택청(FHA)을 설립한 1934년 주택법과 1937년 주택법이 법으로 제정되었는데, 후자는 연방 정부가 지역 공공 주택 기관에 보조금을 지급하도록 지시했다. 1945년 4월 12일, 부통령 해리 트루먼은 프랭클린 D. 루스벨트의 사망으로 대통령이 되었다. 트루먼은 1948년 대통령 선거에서 슬럼가 철거와 저가 임대 주택 프로젝트를 제공하겠다는 공약을 내세우며 재선을 위해 선거 운동을 했다. 트루먼은 1948년에 민주당이 하원과 상원을 되찾으면서 완전 임기로 당선되었다.
1949년 국정연설에서 페어딜 정책을 발표하며 트루먼은 포괄적인 주택 법안 통과에 대한 그의 열망을 재차 강조했다. 상원은 1946년과 1948년에 공공 주택에 대한 연방 지원을 할당하는 법안을 성공적으로 통과시켰지만, 이 노력은 두 차례 모두 하원에서 무산되었다.
제81차 의회 동안 공화당 상원의원 로버트 태프트는 민주당 후원자인 앨런 J. 엘렌더와 로버트 F. 와그너와 함께 이 법안을 발의했다. 1949년 4월 21일, 상원은 57대 13으로 법안을 승인했으며, 반대표 중 두 표를 제외한 모든 표는 공화당 의원들의 것이었다. 하원은 1949년 6월 29일 227대 186으로 법안에 찬성표를 던졌다. 트루먼 대통령은 1949년 7월 15일 이 법안에 서명했다.

## 입법 연혁
| 날짜:           | 입법 조치:                                                                  |
| 1949년 2월 21일 | 주택 및 임대료 소위원회, 은행 및 통화 위원회                                |
| 1949년 2월 25일 | 상원에 보고됨                                                               |
| 1949년 2월 25일 | 은행 및 통화 위원회 상원                                                    |
| 1949년 4월 13일 | 상원에서 토론됨                                                             |
| 1949년 4월 21일 | 상원에서 토론, 수정, 통과됨                                                 |
| 1949년 4월 25일 | 하원 위원회에 회부됨                                                        |
| 1949년 5월 3일  | 세출 위원회 상원                                                            |
| 1949년 5월 9일  | 은행 및 통화 위원회 하원                                                    |
| 1949년 5월 9일  | 특별 명령으로 지정됨 (H.Res.189) 하원에서 토론, 수정, 통과됨 (81 H.R. 2203) |
| 1949년 5월 16일 | 은행 및 통화 위원회 하원                                                    |
| 1949년 7월 6일  | 협의회 위원회 하원                                                          |
| 1949년 7월 8일  | 협의회 보고서 (H.rp.975) 하원에 제출 및 동의됨                              |
| 1949년 7월 8일  | 협의회 보고서 상원에서 동의됨                                               |
| 1949년 7월 14일 | 은행 및 통화 위원회 상원                                                    |
| 1949년 7월 14일 | 대통령 서명 성명                                                            |

## 조항
출처:
제1조 - 슬럼가 철거 및 지역 개발 및 재개발
도시가 공공 또는 민간 재개발을 위해 슬럼가와 황폐한 토지를 취득하는 데 도움이 되는 10억 달러의 대출을 승인했다. 또한 슬럼가 토지 비용과 재사용 가치 간의 차액 중 3분의 2를 충당하기 위한 보조금으로 5년 동안 매년 1억 달러를 할당했다.
제2조 - 주택법 개정
1934년 주택법을 개정하여 FHA를 6주간 재인가하고 FHA가 모기지 보험으로 제공할 수 있는 금액을 5억 달러 증액했다.
제3조 - 저가 공공 주택
공공 주택 당국이 건설하는 공공 주택 아파트 한 채당 하나의 슬럼가 주택 단위를 철거하거나 개조하도록 요구했다.
제4조 - 주택 연구
주택 건설, 시장, 금융의 경제학에 대한 광범위한 연구를 수행하기 위한 자금과 권한을 제공했다.
제5조 - 농가 주택
1937년 뱅크헤드-존스 농지 소작인법에 따라 시작된 대출 프로그램을 재편하고 확장하여 농촌 주택 문제를 해결했으며, 이는 농부들이 농장을 구입하고 개선할 수 있도록 했다.
제6조 - 기타 조항

## 같이 보기
- 1937년 주택법
- 섹션 504 대출 및 보조금
- 섹션 514 대출
- 섹션 516 보조금
- 섹션 533 보조금

## 더 읽어보기
- Clement, Bell. "Wagner-Steagall and the DC Alley Dwelling Authority: A Bid for Housing-Centered Urban Redevelopment, 1934–1946." Journal of the American Planning Association 78.4 (2012): 434–448.
- Congressional Quarterly. "Housing a Nation." (1966).
- Foard, Ashley A. "Law and Contemporary Problems." 25.4 (1960).
- Heathcott, Joseph. "The Strange Career of Public Housing: Policy, Planning, and the American Metropolis in the Twentieth Century." Journal of the American Planning Association 78.4 (2012): 360–375.
- Jenkins, William D. "Before Downtown: Cleveland, Ohio, and Urban Renewal, 1949-1958." Journal of Urban History 27.4 (2001): 471–496.
- Lang, Robert E., and Rebecca R. Sohmer. "Legacy of the Housing Act of 1949: The Past, Present, and Future of Federal Housing and Urban Policy." Housing Policy Debate (2000): 291–298. online
- Orlebeke, Charles J. "The Evolution of Low‐Income Housing Policy, 1949 to 1999." Housing policy debate 11.2 (2000): 489–520.
- Patterson, James. "Mr. Republican: A Biography of Robert A Taft." Houghton Mifflin (1972).
- Radford, Gail, "Modern Housing for America: Policy Struggles in the New Deal Era" (Chicago: University of Chicago Press, 1996).
- Vale, Lawrence J., "From the Puritans to the Projects: Public Housing and Public Neighbors" (Cambridge, Massachusetts: Harvard Press, 2000).
- Vale, Lawrence J., “Reclaiming Public Housing: A Half Century of Struggle in Three Public Neighborhoods” (Cambridge, Massachusetts: Harvard Press, 2002).
- von Hoffman, Alexander. "A Study in Contradictions: The Origins and Legacy of the Housing Act of 1949." Housing policy debate 11.2 (2000): 299–326. online
- von Hoffman, Alexander. "High Ambitions: The Past and Future of American Housing Policy". Housing Policy Debate 7.3 (1996).
- von Hoffman, Alexander. "The Lost History of Urban Renewal." Journal of Urbanism 1.3 (2008): 281–301.